# Pürstling (Dorfen)
Pürstling ist ein Gemeindeteil der Stadt Dorfen im oberbayerischen Landkreis Erding.

## Lage
Die Einöde Pürstling liegt jeweils in der Luftlinie vier Kilometer nordöstlich von Dorfen und 10,5 Kilometer nordwestlich von Pürstling am Parstling.
Der Hof ist seit 1482 nachweislich durchgehend im Besitz der Familie Pürstlinger.

## Bevölkerungsentwicklung
Es gab 1871 in Pürstling vier Einwohner. Bis in die Nachkriegszeit des Zweiten Weltkriegs vervierfachte sich die Bevölkerungszahl auf 16 Einwohner. Im Mai 1987 lebten dort sechs Einwohner in einem Wohngebäude.
| Jahr      | 1871 | 1925 | 1950 | 1970 | 1987 |
| Einwohner | 4    | 10   | 16   | 9    | 6    |